# Jimmy Pursey

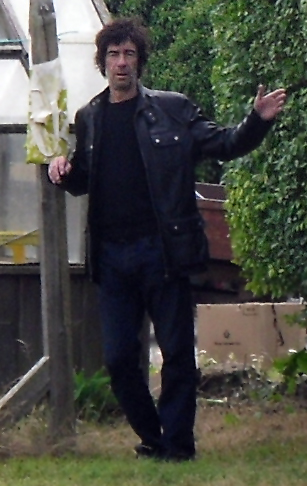
Jimmy Pursey, 2009

James Timothy „Jimmy“ Pursey (* 9. Februar 1955 in Hersham Surrey) ist ein britischer Musiker. Er gründete 1975 Sham 69, war bis 2006 Songwriter und Frontmann der Band und gehört zu den Veteranen des Punk in Großbritannien.

## Biografie
Jimmy Pursey wuchs in Walton-on-Thames auf. Als Jugendlicher arbeitete Jimmy Pursey auf der Greyhound-Rennbahn von Hersham, ein Jahr lang lebte er im Londoner Stadtteil East London und half an den Marktständen in der Roman Road aus. Nach seiner Rückkehr nach Hersham nahm er verschiedene Jobs an, unter anderem arbeitete er als Tellerwäscher in einem Lokal.
Jimmy Purseys erste Band, die er 1975 zusammen mit den Freunden Albie Maskill, Billy Bostik und Johnny Goodfornothing gründete, nannte sich „Jimmy & The Ferrets“. Sie ahmten Songs der Bay City Rollers, von Gary Glitter und den The Rolling Stones nach. Pursey erinnert sich 2007 an diese Zeit:

“Originally, when I, Jimmy Pursey, in 1975, formed the band, with a friend of mine called Albie Maskill, who like me as another farm boy, wanted to escape the 'groundhogged day', greyness of our world. None of us were musicians just kids looking for an answer, as in heres’s one chord, here’s another now form a band, to us THIS was PUNK! As far as music was concened there was only one blueprint The Ramones.”

„Als ich, Jimmy Pursey, 1975 ursprünglich die Band mit einem meiner Freunde, einem anderen Bauernjungen genannt Albie Maskill, gründete, wollten wir aus dem Alltagstrott und der Düsterkeit unserer Welt flüchten. Keiner von uns war Musiker, nur Kinder, die nach einer Antwort suchten. In der Art, hier ist ein Akkord, dort ein anderer, nun lasst uns eine Band gründen. Für uns war das Punk! Was Musik anbelangt, gab es nur einen Entwurf: The Ramones.“

Ein paar Monate später begegnete Pursey dem Arbeiter Dave Parsons aus Hersham, der ebenfalls eine Band gegründet hatte und im selben Club auftrat. Mit ähnlichen musikalischen Vorstellungen gründeten die beiden eine neue Band und benannten sie „Sham 69“, in Anlehnung an den örtlichen Fußballverein „Walton & Hersham F.C.“.
Pursey wurde Frontmann und Sänger der Band und arbeitete zusammen mit Dave Parsons an den Musikstücken, bis er die Band 1979 verließ.
Nachdem sich 1978 die Sex Pistols getrennt hatten, planten Steve Jones und Paul Cook ein Bandprojekt „Sham Pistols“ mit Jimmy Pursey als Sänger. Es kam jedoch lediglich zu einem Auftritt in Glasgow. Die legendären Aufnahmen erschienen 2001 als Album Sham Pistols Live.
In den 1980er Jahren veröffentlichte Jimmy Pursey als Solist drei Alben mit eigenen Songs (Imagination Camouflage, Alien Orphan und Revenge is not the Password) und förderte als Musikproduzent junge Punkbands. Er äußerte sich in verschiedenen Filmdokumentationen zum Thema Punk und trat im Film Rude Boy von The Clash auf.
1981 arbeitete Pursey mit Peter Gabriel und John Ellis zusammen. Veröffentlicht wurde eine Single mit dem Namen Animals Have More Fun und der B-Seite SUS. Peter Gabriel fungierte dabei sowohl neben Pursey und Ellis als Songwriter, mit seiner Band als Mitinterpret und als Musikproduzent.
1987 formierte sich Sham 69 erneut zu einer Band. Pursey agierte weiterhin als Sänger und Texter, bis es im Frühjahr 2006 zu unüberbrückbaren Differenzen zwischen Pursey und den anderen Bandmitgliedern kam. Am Abend des 30. Gründungsjubiläums der Gruppe wurde Purseys Ausstieg öffentlich bekanntgegeben.
Am 21. Januar 2008 gründete Pursey zusammen mit The Rev, ehemaliger Gitarrist von The Prodigy, Bassist Mat Sargent und dem Ex-Schlagzeuger von The Towers of London, Snell, die Band Day 21.

## Diskografie (Auswahl)
Jimmy Pursey wirkte bei folgenden Veröffentlichungen mit:

### Sham 69
- 1978 Tell Us the Truth
- 1978 Thats Life
- 1979 The Adventures of Hersham Boys
- 1980 The Game
- 1988 Volunteer
- 1991 Information Libre
- 1993 Kings & Queens
- 1993 BBC1 – Live In Concert
- 1995 Soapy Water & Mr. Marmalade
- 1997 A Files CD
- 2001 Direct Action: Day 21

### Als Solist
- 1980 Imagination Camouflage
- 1982 Alien Orphan
- 1983 Revenge is not the Password

### Als Produzent
- 1979: Angelic Upstarts: Teenage Warning
- 1980: The Wall: Personal Troubles & Public Issues
- 1998: Klasse Kriminale: Electric Caravanas